# Reddi
Reddi (parfois stylisé en capitales) est un girls band pop-rock dano-suédois. Le groupe représentera le Danemark au Concours Eurovision de la chanson 2022, à Turin en Italie, avec la chanson The Show. 

## Histoire

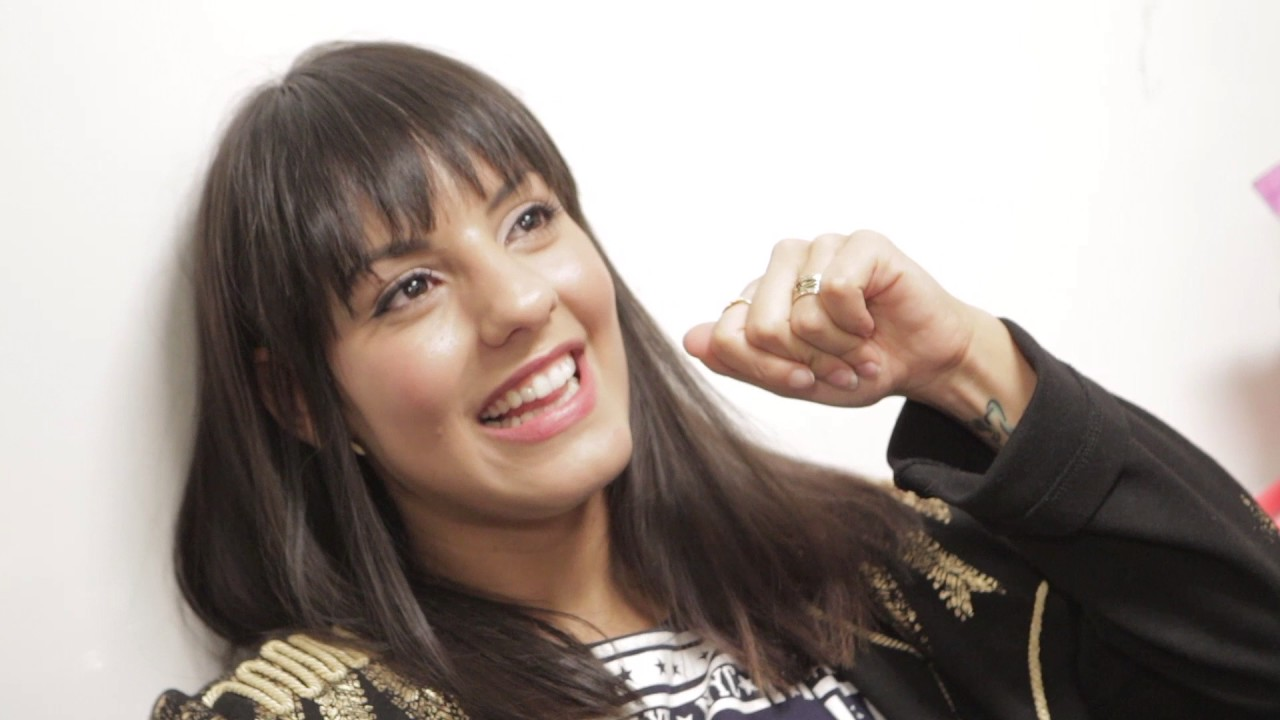
Ihan Haydar, batteuse et cofondatrice du groupe

Le groupe est formé en 2021 par la batteuse danoise Ihan Haydar et le producteur musical Lars Pedersen, dit Chief1, avec l'intention de participer au Dansk Melodi Grand Prix de l'année suivante. Ihan Haydar avait précédemment été batteuse dans le groupe L.I.G.A, et a en outre accompagné Soluna Samay à la batterie, lors de sa prestation pour le Danemark au Concours Eurovision de la chanson 2012.

Les autres membres du groupe sont la Danoise Mathilde Savery, dite Siggy (chanteuse, pianiste et guitariste) , ainsi que les Suédoises Agnes Roslund (guitariste) et Ida Bergkvist (bassiste).

Le groupe s'inspire de la musique punk des années 1970 et du rock des années 1980, ainsi que d'artistes tels que P!nk, Katy Perry ou encore Green Day.

Le 5 mars 2022, le groupe remporte l'édition 2022 du Dansk Melodi Grand Prix, avec sa chanson The Show, et représente par conséquent le Danemark au Concours Eurovision de la chanson 2022, qui se déroule à Turin en Italie,,.

Le girls band participera à la première demi-finale, le mardi 10 mai 2022, et présentera sa chanson à la douzième position parmi les dix-sept participants. En cas de qualification, elles participeront également à la finale du samedi 14.

## Discographie

### Singles
- 2022 − The Show
- 2022 - Bad Pop Song